# بيدرو كولينز
بيدرو كولينز (12 أغسطس 1976 - ) (بالإنجليزية: Pedro Collins)‏ هو لاعب كريكت باربادوسي.

## وصلات خارجية
- بيدرو كولينز على موقع إي آس بي آن كريك إنفو (الإنجليزية)